# Isabelle Moretti
Ne pas confondre avec Isabella Crettenand-Moretti, sportive suisse de ski-alpinisme, VTT marathon et course en montagne.
Pour les articles homonymes, voir Moretti.
Isabelle Moretti, née le 5 mai 1964 à Lyon, est une harpiste classique française.

## Biographie
Isabelle Moretti naît le 5 mai 1964 à Lyon,.
Elle fait ses études de harpe au conservatoire de Lyon auprès de Germaine Lorenzini, puis au Conservatoire national supérieur de musique et de danse de Paris, où elle remporte un premier prix dans la classe de Jacqueline Borot en 1983,.
Elle est lauréate de plusieurs concours internationaux, à Munich en 1983, Bordeaux en 1984, Genève en 1986, et remporte le concours international de harpe d'Israël en 1988,.
Comme interprète, Isabelle Moretti mène depuis lors une carrière internationale. Elle se produit en soliste ou en compagnie d'artistes tels les quatuors Ysaÿe, Parisii, Lindsay, le violoniste Gérard Poulet, l'altiste Bruno Pasquier, ainsi qu'au sein du Quintette Érard avec le flûtiste Philippe Bernold, le violoniste Christophe Giovaninetti, l'altiste Michel Michalakakos et le violoncelliste Michel Poulet.
Comme pédagogue, elle est professeure depuis 1995 au Conservatoire national supérieur de musique de Paris, où elle forme de nombreux élèves,.
En 1996, Isabelle Moretti remporte une Victoire de la musique classique.
Impliquée dans la promotion de la musique contemporaine, elle est la créatrice d'œuvres de Philippe Hersant (Choral pour violoncelle et harpe, également dédicataire, 2004 ; Le Tombeau de Virgile, concerto pour harpe, 2006), Michèle Reverdy (Concerto pour harpe, 2006) et Thierry Escaich (Cantus II, 2011), notamment. 
En 2007, Isabelle Moretti a joué La Source de Alphonse Hasselmans dans l'émission La Boîte à musique de Jean-François Zygel : Les Sons de la nature.
En 2015, elle assure la création polonaise du Concerto pour harpe de Karol Beffa.

## Discographie choisie
- Sonates pour harpe de Casella, C.P.E. Bach, Dussek, Hindemith, Tailleferre, Harmonia Mundi, 1987.
- Ravel, Debussy, Caplet, Cras, Musique de chambre pour harpe, avec le Quatuor Parisii, Michel Moraguès (flûte), Pascal Moraguès (clarinette), Dominique Desjardin (contrebasse), Auvidis Valois, 1995.
- André Caplet, Le Miroir de Jésus, Inscriptions champêtres, avec le Quatuor Ravel, Michel Chanu, Hanna Schaer, Chœur féminin Bernard Têtu dirigé par Bernard Têtu, Musidisc Accord, 1996.
- Joaquin Rodrigo, Concierto serenata, avec le Real Orquesta Sinfónica de Sevilla dirigé par Edmon Colomer, Auvidis Valois, 1999.
- Alberto Ginastera, Concerto pour harpe, avec l'Orchestre national de Lyon dirigé par David Robertson, Naïve, 2000 (Prix Charles Cros en 2001)[6].
- Witold Lutoslawski, Double concerto pour hautbois et harpe, avec François Leleux (hautbois) et le Sinfonietta Cracovia dirigé par Robert Kabara, Arion, 2004.
- Cantare, La voix de la Harpe, avec Felicity Lott, Naïve, 2009.

## Distinctions

### Récompenses
- Victoires de la musique classique, nouveau talent en 1996[3].
- Concours international de musique de l'ARD, 2d prix en 1983.
- Concours international d'exécution musicale de Genève, 3e prix en 1986.
- Festival des jeunes solistes de Bordeaux, médaille d'or et prix d'honneur en 1984.
- Concours international de harpe en Israël, 1er prix en 1988[1].
- Prix de l'Académie Charles-Cros pour le Concierto serenata de Rodrigo en 2001[2].

### Décorations
- Officière de l'ordre national du Mérite. Elle est promue officier par décret du 2 mai 2017[7]. Elle était chevalier du 24 janvier 2008.
- Officière de l'ordre des Arts et des Lettres. Elle est promue le 13 septembre 2016[8].